# Bufo dodsoni
Bufo dodsoni là một loài cóc thuộc họ Bufonidae.
Loài này có ở Djibouti, Ai Cập, Eritrea, Ethiopia, Somalia, và Sudan.
Môi trường sống tự nhiên của chúng là xavan khô, vùng cây bụi khô khu vực nhiệt đới hoặc cận nhiệt đới, đầm nước ngọt, đầm nước ngọt có nước theo mùa, carxtơ nội địa, hang, và sa mạc nóng.
Chúng hiện đang bị đe dọa vì mất nơi sống.